# Skate de estilo libre (Freestyle)

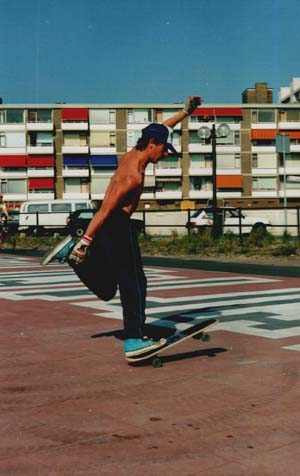
Un patinador de freestyle realizando un agarre de rueda trasera

El skateboarding de estilo libre (o freestyle) es una de las formas de patinar más antiguas y fue mayormente popular desde la década de 1960 hasta principios de la de 1990, cuando se llevó a cabo la competencia final de monopatinaje de freestyle profesional a gran escala.

## Descripción
La idea en el freestyle es realizar trucos con el monopatín en un terreno plano. A menudo, un freestyler necesitará poco más que una tabla y una superficie lisa y plana. La música y la coreografía siempre han sido una parte esencial de la rutina profesional del freestyle.

## Historia

### 1950 y 1960
El freestyle fue creado en la década de 1950 por miembros de la cultura del surf que buscaban una alternativa en momentos en que las condiciones no eran aptas para el surf: los surfistas intentaban recrear y practicar sus maniobras acuáticas en patinetas cuando las condiciones del océano eran desfavorables. En la década de 1960, muchos trucos de freestyle nacieron a base de la gimnasia y el baile.

### 1970 y 1980
Las siguientes dos décadas estuvieron marcadas por una transición hacia rutinas técnicas, fluidas y más creativas. Entre los skaters influyentes del freestyle de las décadas de 1970 y 1980 se encontraban Russ Howell, Rodney Mullen, Joe Humeres y Per Welinder . El freestyle cambió significativamente en la década de 1980, cuando se inventaron e introdujeron en la disciplina los ollies y los trucos basados en ollie, con Mullen jugando un papel importante en este proceso.